# タック・ハーシー
タック・ハーシー（Tuck Hersey、1960年2月23日 - ）は、東京都中野区生まれのDJ、ミュージシャン。
北海道・札幌のFM局FM NORTH WAVEのDJとして、開局当時より出演。ディスクジョッキーに加え、選曲、構成、ディレクション、プロデュースなどを1人でこなすワンマンDJ。DJネームである「タック・ハーシー」の由来は、本名の「高橋」をもじったものであり、日本人である。帽子とサングラスがトレードマーク。

## 人物
青山学院大学卒業。血液型B型。
コマーシャル音楽プロデューサーとして音楽制作を手掛け、その後その音楽知識を生かし横浜エフエム放送、エフエム仙台のディスクジョッキーとなる。1993年にFM NORTH WAVEのDJとしてスカウトされ、同年8月1日開局のディスクジョッキーを務め、現在でも同局のメインDJの1人。
この他、コンサドーレ札幌のホームゲームのDJを務め、ホームゲームで使われるコンサドーレ札幌の応援歌の作詞、作曲、演奏も行っている。太陽グループのCMキャラクターであるDJサニーの声としても知られる。
ビートルズフリークとしても知られ、自身のバンドでライブ活動も行っている。また、番組内でミュージシャンとの生セッションも頻繁に行っている。札幌HBCラジオパーソナリティのYASUとユニットを組み、セイコーマートのコマーシャルソングも数多く手掛ける。
ライブなどで、自身が今上天皇徳仁と生年月日が同じであると言及することがある。
長年、帽子とサングラスで素顔を露わにしていなかったが、2021年3月6日、自身のFacebookで左半分だけではあるが公開したが後日削除している。

## 出演番組

### FM NORTH WAVE
- SAPPORO HOT 100（Sun.12:00 - ）2016年4月3日 - [1]
- Light For Tomorrow  (Fri. 7:50 - ) 2016年4月1日 - (ワイド番組「KAT'S IN THE MORNING」の内包番組）)

## 過去の主な出演番組

### FM NORTH WAVE
- SAPPORO FRESH
- TUCK'S HOUR BE-POP JACKET
- THE LEGEND
- COOL NIGHT CROSSROAD
- NIGHT JAM 825
- NIGHT LINE
- DJ'S SHOW TIME
- GLOBAL MUSIC ON
- TUCK'S MUSIC TRIBE
- TUCK'S MORNING RADIO

### 横浜エフエム放送
- COORS AMERICAN TASTE

### DATE FM
- SOUND SHOWER 55
- MUSIC CROSSROADS

### テレビ北海道
- GOLDEN TUCK

## CM
- 太陽グループ
- 読売新聞

## 楽曲提供
- コンサドーレ札幌
- セイコーマート